# 생마르탱 운하

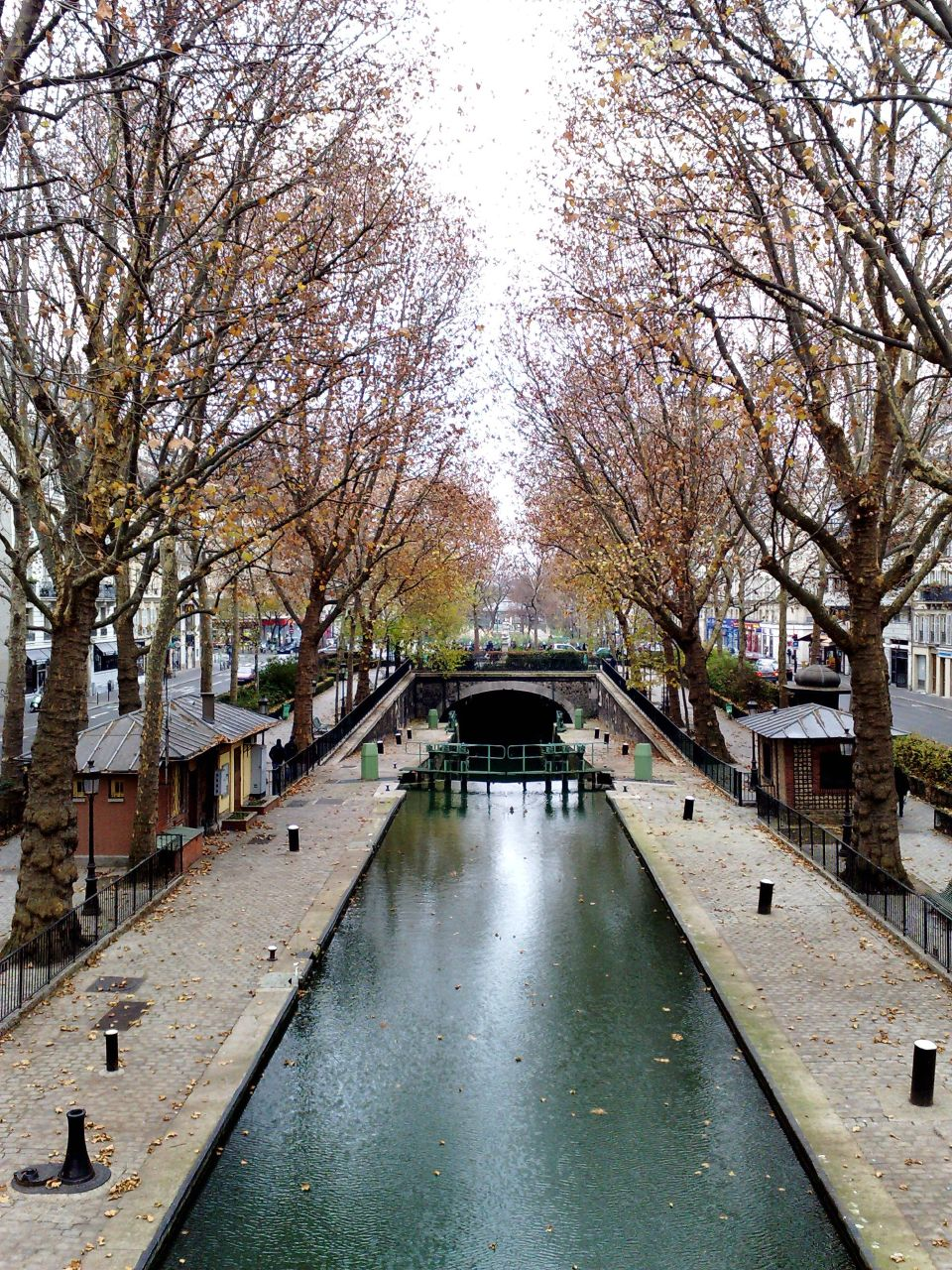
생마르탱 운하

생마르탱 운하(프랑스어: Canal Saint-Martin)는 파리에 위치한 4.5km 길이의 운하이다. l’Ourcq 운하와 연결되어 센강을 향하고 있으며, Bastille역과 République역 아래로 흐르고 있다.